# Wapen van Meise

Het wapen van Meise sinds 1986.

Het Wapen van Meise is het heraldisch wapen van de Belgische gemeente Meise. Het eerste wapen werd op 15 maart 1966 toegekend en het huidige wapen op 8 juli 1986 aan de nieuw fusiegemeente Meise toegekend.

## Geschiedenis
Het huidige wapen van Meise is net als het oude wapen gebaseerd op het wapen van Grimbergen. Want hoewel Meise doorheen haar geschiedenis uit kleine stukken grond bestond die tot verscheidene verschillende families behoorden, was in de 12e eeuw het merendeel van het dorp het eigendom van de heren van Grimbergen, een belangrijk Brabants adellijk geslacht. En hoewel in latere jaren nog maar enkele delen toebehoorden aan de heren van Grimbergen, toonde het zegel van de dorpsraad in de periode van 1423 tot 1775 het wapen van Grimbergen. Het voormalige wapen van Meise was dan ook gebaseerd op dit zegel en had Sint-Maarten, de patroonheilige van het dorp, als schildhouder.
Na de fusie met Wolvertem in 1977 werd besloten om de nieuwe fusiegemeente Meise een nieuw wapen te geven. Men nam daarom het voormalige wapen van Meise zonder haar schildhouder over en voegde er de "rovende wolf van sabel met in de muil een lam van zilver" uit het zegel van Wolvertem aan toe (een sprekend wapen).

## Blazoen
Het wapen heeft de volgende blazoenering:
In goud een dwarsbalk van lazuur, met twee gekruiste schuinstaken van keel over alles heen, in het schildhoofd vergezeld van een rovende wolf van sabel met in de muil een lam van zilver.

## Verwante wapens

Voormalige wapen van Brussegem (Merchtem).
Wapen van Grimbergen.
Wapen van Londerzeel.